# Frederiksberg Forsyning
Frederiksberg Forsyning er en dansk forsyningsvirksomhed, der er ejet af Frederiksberg Kommune, som også er dens markedsområde. Virksomheden forsyner borgerne på Frederiksberg med gas, vand og fjernvarme, ligesom man bortleder spildevandet. Fra 2014 leveres også fjernkøling til store virksomheder. Gas og vand leveres i samarbejde med HOFOR. 
99 % af boligerne har fjernvarme, som produceres på hovedstadsområdets kraftvarmeværker og ved affaldsforbrændingsanlæg. I hård kulde eller hvis der er problemer med produktionen på et kraftvarmeværk (spidsbelastningssituationer), bliver forsyningen suppleret af fx varmeværket på Stæhr Johansens Vej. Historisk har Frederiksberg Forsyning  leveret el, men denne del overgik i 2008 i DONG Energy. 
Frederiksberg Forsyning beskæftiger 150 ansatte og omsætter for ca. 550 millioner kroner årligt. 